# 小行星6458
小行星6458（6458 Nouda）是一颗围绕太阳公转的小行星。1992年10月2日，關勉在藝西天文台发现了此天体。
这颗小行星的绝对星等为150.33605等。